# 吉野伊佐男
吉野 伊佐男（よしの いさお、1942年〈昭和17年〉4月11日 - ）は、日本の実業家・芸能プロモーター。吉本興業にて代表取締役社長・会長を務めた。上方漫才協会名誉会長。大阪府出身。

## 経歴
- 1961年　上宮高校卒業
- 1965年　関西大学商学部卒業、吉本興業株式会社入社
- 1987年　広報室長
- 1992年　セールスプロモーション部部長待遇
- 1998年　大阪制作本部ソフトクリエイト部長
- 2000年　大阪制作営業統括部統括プロデューサー
- 2001年　取締役
- 2002年　取締役大阪本部長
- 2003年　常務取締役
- 2004年　常務取締役制作・営業・興行・事業担当
- 2004年　代表取締役副社長
- 2005年　代表取締役社長
- 2009年4月　代表取締役会長
- 2015年6月 取締役相談役[1]

2006年4月1日、松本竜助が脳幹出血で他界した際、報道陣からの質問で「竜助がちゃんと復帰出来る状態であったならば、うち（吉本）へ戻せる事も出来たし、紳助・竜介（コンビ当時の名称）の漫才も復活する事が出来たはずであった」と個人的な心情を述べた。

## 著書
- 『情と笑いの仕事論』吉本興業会長の山あり谷あり半生記（2014年、ヨシモトブックス）

## 関係項目
- 林正之助
- 中邨秀雄
- 林裕章
- ジャニー喜多川
- 松本竜助
- ザ・ぼんち